# エヌ・シー・ジャパン
エヌ・シー・ジャパン株式会社（NC Japan K.K）は日本のオンラインゲーム会社。略称はNCJ。

## 概要
2001年韓国のエヌシーソフト（NCSOFT Corporation）とソフトバンク株式会社の共同出資によって設立。主にNCSOFTが開発したPCオンラインゲームをローカライズし国内に提供している。
通称NCJ。代表作は「リネージュ」。
ほとんどのタイトルで月額制を導入している。近年では月額無料を謡ったアイテム課金制のみを導入しているタイトルが増えている中で、月額制は「月課金の対価で安定的なサービスを提供するため」としその方針を崩していない。
2002年リネージュの正式サービスを開始し「GAME AWARDS 2001-2002」を受賞、同年ネットカフェで商用利用有料化サービスを開始し、リネージュ公認ネットカフェが全国で普及しはじめた。2003年「オンラインソフトウェア大賞2002」に入賞。
2004年にリネージュ2の正式サービスを開始し、2006年にギルドウォーズの正式サービス、同年playncブログというゲームブログサービスを開始した。
同年渋谷の街をリネージュがジャックするというキーワードで「シブヤプロジェクト」が始動。街角では号外なるビラが配られた。
また同年、新潟県中越地震に伴う救済支援策として被災者向けゲームプレイ権延長を実施。
2005年には、日本ユニセフによるパキスタン地震緊急募金へ協力している。
2007年モバイルゲーム「リネージュモバイル」をサービス開始し、業界でも新しかった3D疑似MMOゲームとして話題となったが、技術的にキャリアボーダレス化が難しく以降その部分がリニューアルされることはなかった。
同年、オリコン顧客満足度総合ランキング1位を受賞。また同年「WebMoney Award 2007」Best Gamesも受賞。2008年には「WebMoney Award 2008」Best Gamesを受賞している。
2009年突如リネージュ公式サイト上に「リネージュ最期の日」というサイトが登場し、物議を醸した。のちにリネージュ無料化に踏み切るためのプロモーションだったことが分かる。
同年、タワー オブ アイオンと雀龍門をサービス開始し、これまでNCJ＝リネージュとなっていたイメージを次世代型MMORPGと本格派3Dカジュアルゲームのリリースによって一新した。
2011年3月11日に発生した東日本大震災では、地震の最中にゲーム内アナウンスで地震に関する注意事項を流しユーザーの安全に配慮した。また、義援金として震災から1ヶ月間の収益と社員からの募金をあわせ、ゲーム業界では最高額となる6億3千万円を日本赤十字社を通じて寄付することを発表した。

## 提供しているオンラインゲーム

### 現行

#### PC
- リネージュ
- リネージュ2
- タワー オブ アイオン
- ブレイドアンドソウル

#### スマートフォン
- リネージュM(Lineage M)
- 雀龍門M
- リネージュ2M(Lineage2M)
- リネージュ W(Lineage W)
- ブレイドアンドソウル2(Blade&Soul2)

### 過去

#### PC
- パーフェクトナイン (原作Slugger[2]、2010年2月28日オープンベータ終了[3]) ※韓NEOWIZ開発

#### スマートフォン
- ガールズリボーン (2017年8月31日サービス終了[4]) ※韓PlayEarth開発
- クロノ ブリゲード (2019年4月16日サービス終了[5])
- Lineageヘイスト (2019年11月20日サービス終了[6])
- 錬神のアストラル (2020年8月31日サービス終了[7])

#### フラッシュゲーム
- DJ DANCE[8]
- スノーシューティング[8]
- 缶シューター[8]
- WILD WEST[8]
- キャンディトクトク[8]
- ドワーフCOMPLETE[8]

#### チャネリングサービスのみ
- サドンアタック[9] ※ゲームヤロウ運営
- ドリフトシティ[10] ※アラリオ運営